# Słodka zupa
Słodka zupa (niem. Der süße Brei) – baśń opublikowana przez  braci Grimm w 1815 roku w zbiorze ich  Baśni (tom 2, nr 103). 

## Treść[1]
Pewna uboga, pobożna dziewczyna mieszkała wraz z matką. Obie nie miały co jeść. Pewnego dnia dziewczyna w lesie spotkała staruszkę, która podarowała jej magiczny garnuszek. Kiedy powiedziało się zaklęcie "gotuj, garnuszku", zaczynała się w nim gotować wspaniała zupa jaglana. Potem należało powiedzieć "dosyć, garnuszku", by garnuszek przestał. Od tej pory dziewczyna z matką nie zaznały głodu. Jednak pewnego dnia, kiedy córka poszła w pole, matka wydała polecenie gotowania garnuszkowi. Kiedy zupa zaczęła się przelewać, matka nie mogła sobie przypomnieć zaklęcia powstrzymującego garnuszek. W końcu zupa wylała się z niego i zaczęła zalewać miasto. Wtedy wróciła jej córka i zawołała "dosyć, garnuszku". Garnuszek przestał gotować, ale kto chciał się dostać teraz do miasta musiał przejść przez zupę, która zalewała place i ulice.